# Дантист 2
«Данти́ст-2» (англ. The Dentist 2) — американский фильм ужасов режиссёра Брайана Юзны и сиквел фильма «Дантист». Премьера фильма состоялась 11 декабря 1998 года. Рейтинг MPAA R.

## Сюжет
Доктор Файнстоун переезжает в другой город. Там местный доктор плохо вставляет ему пломбу, поэтому Файнстоун приезжает к нему домой и сталкивает его с  лестницы, после чего местный доктор погибает. По просьбе мэра доктор Файнстоун занимает его место и работает в этом городе в качестве дантиста. Позже Файнстоун начинает совершать преступления, так как его все ещё преследуют галлюцинации, с ещё большей интенсивностью, чем прежде. Жена доктора тем временем нанимает частного детектива, чтобы тот помог найти её супруга

## В ролях
- Корбин Бернсен — доктор Файнстоун[2]
- Джиллиан МакУиртер — Джейми Диверс
- Джефф Дусетт — Джереми Уайкс
- Сюзанна Райт — Бив Троттер
- Джим Антонио — Док Барнс
- Ли Даусон — Робби Мавро
- Венди Роби

## Восприятие
Как и первая часть, вторая получила преимущественно негативные отзывы критиков. На сайте Rotten Tomatoes указано, что 0% из пяти опрошенных критиков дали фильму положительный отзыв, средняя оценка составляет 3,72/10.
Рецензия на Allmovie также была негативная, автор характеризует работу Юзны как поверхностный сиквел, который копирует практически все гротескные сцены, впервые показанные в первой части, практически в каждом кадре.

## Награды и номинации
| Год  | Результат | Награды      | Категория/Получатель |
| 1998 | Номинация | Лучший фильм | Брайан Юзна          |

## Технические данные
- Продолжительность: 100 минут.
- Формат изображения: 1,33:1.
- Формат копии: 35 мм.
- Формат съёмок: 35 мм.
- Изображение: цветное[5].